# Jiske Griffioen
Jiske Griffioen (* 17. April 1985 in Woerden) ist eine niederländische Rollstuhltennisspielerin.

## Karriere
Jiske Griffioen wurde mit Spina bifida geboren und lebt seit früher Kindheit mit einer Gehbehinderung. Vor ihrer sportlichen Karriere im Rollstuhltennis war sie bereits mit 14 Jahren Mitglied der niederländischen Nationalmannschaft im Rollstuhl-Basketball bei den Sommer-Paralympics 2000 in Sydney.
Seit dem Jahr 2001 betreibt sie ausschließlich Rollstuhltennis als Leistungssport. Im Jahr 2003 bestritt sie ihr erstes internationales Turnier. Jiske Griffioen stand im Juli 2005 erstmals auf Rang eins der Weltrangliste im Doppel, im Einzel gelang ihr das erstmals im Juni 2015. Zusammen mit Esther Vergeer gewann sie die Silbermedaille im Doppel bei den Sommer-Paralympics 2008 in Peking. 2012 gewann sie im Einzel die Bronzemedaille, im Doppel gewann sie Silber. Bei den Spielen 2016 sicherte sie sich nach einem Drei-Satz-Erfolg über Aniek van Koot die Goldmedaille im Einzel. Mit van Koot gewann sie auch in der Doppelkonkurrenz Gold.
Das Wheelchair Tennis Masters gewann sie im Einzel erstmals 2012 und ein weiteres Mal 2015, im Doppel hat sie seit ihrem ersten Titel 2004 insgesamt siebenmal das Turnier gewonnen.